# Unto Salminen
Unto Salminen (23 de marzo de 1910 – 16 de agosto de 1972) fue un actor teatral y cinematográfico finlandés.

## Biografía
Su nombre completo era Unto Emil Kalervo Salminen, y nació en Helsinki, Finlandia. Antes de ser artista, Salminen compitió como atleta, llegando a ser seleccionado para participar en el Campeonato Europeo de Atletismo de 1934, aunque dejó el deporte para dedicarse al trabajo.
Tenía talento para la actuación, y tras la graduación de sus estudios secundarios fue contratado para actuar en el Teatro Nacional de Finlandia en 1931. Sus mayores éxitos llegaron con las obras Nummisuutarien y Crimen y castigo, continuando en el mencionado teatro hasta 1951. Fue igualmente actor teatral en el Intimiteatteri de Helsinki y en el radioteatro de la emisora Yleisradio.
Unto Salminen actuó en una cuarentena de películas desde comienzos de los años 1930. Su primer papel llegó en la cinta muda Laveata tietä (1931). Desde 1937 fue actor de la productora Suomen Filmiteollisuus. En Seitsemän veljestä (1939) encarnó a Jukola, y en Nummisuutarit (1938) fue Esko, un personaje  que ya había interpretado en el teatro. Salminen tuvo una elogiada actuación como protagonista, encarnando al cantante Aappo Ojanperä en la película Ruusu ja kulkuri (1948). En las escenas cantadas del personaje le dobló Sulo Saarits.
Tuvo papeles de galán romántico en Yövartija vain... (1940), Takki ja liivit pois! (1939) y Uuteen elämään (1942). Salminen actuó también en las tres primeras cintas de la serie de la Familia Suominen, haciendo en ellas el papel de Lasse Lehtovaara. 
Salminen conservó su fama hasta principios de los años 1950, pero su carrera se vio interrumpida por el alcoholismo y por secuelas de lesiones sufridas durante la Segunda Guerra Mundial, actuando en pocas producciones en una década y media. Su última película, dirigida por Risto Jarva, fue Ruusujen aika (1969).
Unto Salminen falleció en Helsinki en 1972, a los 62 años. Había estado casado con la actriz Kyllikki Väre desde 1938 hasta 1951, año en el que ella falleció a causa de una hemorragia cerebral, con solo 38 años de edad. Fue padre de los actores Esko Salminen y Kristo Salminen.

## Filmografía
- 1931 : Laveata tietä
- 1933 : Meidän poikamme merellä
- 1933 : Ne 45000
- 1936 : Tee työ ja opi pelaamaan
- 1936 : Taistelu Heikkilän talosta
- 1937 : Kuriton sukupolvi
- 1938 : Olenko minä tullut haaremiin
- 1938 : Nummisuutarit
- 1938 : Kiusaus
- 1939 : Helmikuun manifesti
- 1939 : Takki ja liivit pois!
- 1939 : Seitsemän veljestä
- 1939 : Lapatossu ja Vinski Olympia-kuumeessa
- 1940 : Runon kuningas ja muuttolintu
- 1940 : Yövartija vain...
- 1941 : Suomisen perhe
- 1941 : Kaivopuiston kaunis Regina
- 1942 : Uuteen elämään
- 1942 : Suomisen Ollin tempaus
- 1943 : Tuomari Martta
- 1943 : Suomisen taiteilijat
- 1944 : Nainen on valttia
- 1945 : Kyläraittien kuningas
- 1946 : ”Minä elän”
- 1947 : Pimeänpirtin hävitys
- 1947 : Pikajuna pohjoiseen
- 1947 : Suopursu kukkii
- 1948 : Ruusu ja kulkuri
- 1948 : Pontevat pommaripojat
- 1949 : Katupeilin takana
- 1950 : Tanssi yli hautojen
- 1950 : Professori Masa
- 1950 : Katarina kaunis leski
- 1951 : Lakeuksien lukko
- 1951 : Sadan miekan mies
- 1952 : Silmät hämärässä
- 1952 : Radio tulee hulluksi
- 1953 : Maailman kaunein tyttö
- 1958 : Sven Tuuva
- 1959 : Taas tapaamme Suomisen perheen
- 1959 : Ei ruumiita makuuhuoneeseen
- 1961 : Tulipunainen kyyhkynen
- 1961 : Miljoonavaillinki
- 1961 : Hetkiä yössä
- 1962 : Tuulinen päivä
- 1969 : Ruusujen aika